# Ingo Nolte
Ingo Nolte (* 30. Januar 1952) ist ein deutscher Veterinärmediziner, Universitätsprofessor und Wissenschaftler an der Klinik für Kleintiere der Tierärztlichen Hochschule Hannover.

## Leben
Nolte studierte ab 1972 in Gießen Veterinärmedizin und erhielt 1978 seine Approbation. Seine Dissertation am Institut für Veterinärpathologie in Gießen schloss er 1980 ab. Von 1980 bis 1981 war er wissenschaftlicher Mitarbeiter, zunächst an der Allgemeinen und Experimentellen Chirurgie der JLU Gießen, ab 1982 an der Medizinischen und Gerichtlichen Veterinärklinik. Er erwarb den Fachtierarzt für Chirurgie 1983 sowie für Innere Medizin 1987. Nach Auslandsaufenthalten an der University of Cambridge, Großbritannien, sowie an den Universitäten in Columbus und Davis in den USA wurde er 1988 C4-Professor und Direktor der Klinik für kleine Haustiere der Tierärztlichen Hochschule Hannover. 
Seit 1989 ist Nolte Mitglied der Arzneimittelzulassungs-Kommission F des Bundesinstituts für gesundheitlichen Verbraucherschutz und Veterinärmedizin (BGVV), vormals Bundesgesundheitsamt (BGA). 1990 war er Mitglied des Gründungskomitees der European Society of Veterinary Internal Medicine und wurde 1995 zum Diplomate of the European College of Veterinary Internal Medicine Companion Animals ernannt. 

## Wirken
Nolte hat  Forschungsverbünde und interdisziplinäre Projekte mit initiiert und unterstützt, unter anderem den Sonderforschungsbereich SFB 599 Sustainable Bioresorbable and permanent Implants of Metallic and Ceramic Materials und den Transregionalen Forschungsverbund TR-SFB 37. Mit anderen Universitäten (Bremen, Breslau, Budapest, Cordoba, Rabat) pflegt Nolte seit Jahrzehnten eine enge Zusammenarbeit.

## Gremien und wissenschaftliche Einrichtungen
Nolte ist unter anderem Mitglied der Tierschutzkommission des Bundesministeriums für Ernährung und Landwirtschaft, im Kuratorium der Stiftung für Ersatzmethoden zum Tierversuch (SET) sowie im Wissenschaftlichen Beirat des Verbandes für das Deutsche Hundewesen (VDH). 
Er gründete die Hannoversche Gesellschaft zur Förderung der Kleintiermedizin, die den wissenschaftlichen Nachwuchs sowie die Behandlung von Hunden und Katzen bedürftiger Besitzer unterstützt.
Im Laufe seiner Tätigkeit als Hochschullehrer hat Nolte über 300 Doktoranden sowie zahlreiche Ph.D.-Studenten betreut.

## Preise und Ehrungen
Ingo Nolte ist Träger der Marek-Medaille, verliehen von der Szent-István-Universität. 2018 erhielt er die Richard-Völker-Medaille der Deutschen Veterinärmedizinische Gesellschaft für seine Verdienste in der Kleintiermedizin.